# Janówek (powiat węgrowski)
Janówek – wieś w Polsce położona w województwie mazowieckim, w powiecie węgrowskim, w gminie Wierzbno.
Wierni Kościoła rzymskokatolickiego należą do parafii św. Apostołów Piotra i Pawła w Wierzbnie.
Prywatna wieś szlachecka Janówko położona była w drugiej połowie XVI wieku w ziemi liwskiej województwa mazowieckiego. W latach 1975–1998 miejscowość należała administracyjnie do województwa siedleckiego.

## Historia
Niewielki folwark Janówek od 1884 należał do rodziny Pawłowskich herbu Jastrzębiec. Sądząc z zapisów w księgach wieczystych rodzina była mocno zadłużona. Majątek kilkakrotnie wystawiano na licytację. W roku 1946 został przejęty przez państwo, a w 1947 roku rozparcelowano 60 ha. We dworze ulokowany był dom starców, potem sala zabaw, zanim zaniedbana budowla nie popadła w ruinę. Od poł. lat 90. ponownie w rękach prywatnych, zrekonstruowany przez nowych właścicieli.